# Paul Ekman

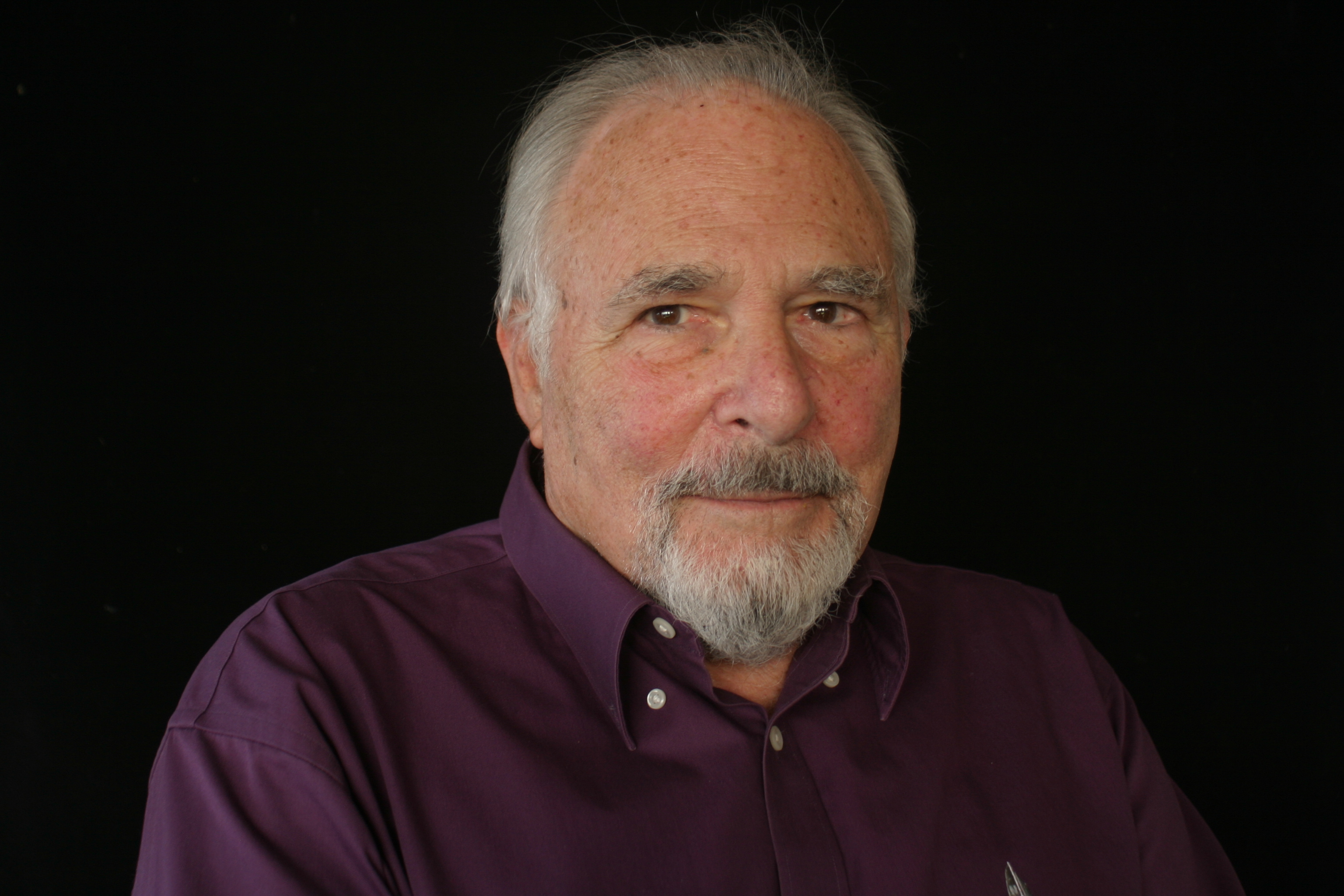
Paul Ekman (2013)

Paul Ekman (Washington D.C., 15 februari 1934) is een psycholoog en pionier op  het gebied van onderzoek naar emoties en gelaatsexpressies. Zijn zorgvuldig uitgevoerde studies hebben ook model gestaan voor andere psychologen. Ekman is volgens een recente studie een van de 100 meest prominente psychologen van de twintigste eeuw.

## Biografie
Ekman is geboren in 1934 in Washington DC, en groeide op in Newark, New Jersey, Washington, Oregon, en Zuid-Californië. Hij is de zoon van een kinderarts. Hij kreeg in 1971 een Research Scientist Award van het National Institute of Mental Health (NIMH), die werd hernieuwd in 1976, 1981, 1987, 1991, en 1997. NIMH heeft ook voor meer dan 40 jaar zijn onderzoek gefinancierd. Ekman werkte samen met John Cleese in de BBC documentaire serie The Human Face. Hij ging in 2004 met emeritaat als professor in de psychologie van het Department of Psychiatry aan the University of California, San Francisco (UCSF).

## Onderzoek
Tegen de opvatting van sommige antropologen, waaronder Margaret Mead in, ontdekte Ekman dat gelaatsexpressies van emoties niet cultureel bepaald, maar identiek zijn voor verschillende culturen. Dit laatste pleitte voor het idee dat gelaatsexpressies, zoals Darwin ooit beweerde, biologisch bepaald zijn. De onderzochte expressies waren woede, afkeer, tevredenheid, vrees, blijdschap, droefheid en verrassing. De resultaten voor minachting waren minder duidelijk. Ekman rapporteerde ook dat liegen kon worden vastgesteld aan de hand van microexpressies, in het zogeheten Diogenes project. Hij ontwikkelde tevens het Facial Action Coding System (FACS), een systeem waarmee elke menselijke gelaatsexpressie in kaart kon worden gebracht. Ekmans onderzoek richtte zich niet alleen op expressies van het gezicht, maar ook op andere vormen van  niet verbaal lichamelijk gedrag. In zijn onderzoek naar liegen werd bijvoorbeeld ook aandacht besteed aan lichaamstaal.
Ook hield hij zich bezig met verbale manifestaties van liegen. Zo meende hij dat Bill Clinton loog over de aard van zijn relatie met  Monica Lewinsky, omdat hij zogeheten afstandelijke taal (distancing language) gebruikte.
Ekman  is momenteel lid van de redactie van het Greater Good Magazine uitgegeven door het Greater Good Science Center van de University of California, Berkeley. Zijn bijdragen aan dit tijdschrift betreffen onderzoek naar de wortels van altruïsme en vreedzame menselijk relaties. Tevens werkt hij samen met onderzoeker Dimitris Metaxas van het bedrijf Computer Vision aan het ontwerp van een visuele leugendetector. Hij heeft veel aandacht besteed aan de sociale aspecten van liegen, en aan de vraag waarom mensen zich meestal niet zo om detectie van leugens bekommeren.

## Lie to Me
Het personage Cal Lightman in de televisieserie Lie to Me is gebaseerd op Ekman. In de serie worden Lightman en zijn team regelmatig ingehuurd door de overheid maar ook door bedrijven en particulieren om de waarheid te achterhalen. Paul Ekman zelf heeft aan de serie meegewerkt als wetenschappelijk adviseur.